# نادي الهلال السعودي لكرة السلة
فريق الهلال لكرة السلة هو فريق كرة سلة سعودي تأسس في عام 1957 يقع في مدينة الرياض، منطقة الرياض، السعودية. يلعب في الدوري السعودي الممتاز لكرة السلة. من أبرز لاعبيه أحمد سمتر.

## البطولات
على المستوى المحلي
- الدوري السعودي الممتاز لكرة السلة : البطل 6 مرات أعوام : 1990، 1992، 1993، 1994، 2022

2024.

- بطولة كأس النخبة السعودية لكرة السلة : البطل 5 مرات أعوام :1994، 1995، 1997، 1999، 2008.[2]

على المستوى الخارجي
- البطولة الخليجية للأندية لكرة السلة: البطل مرتين أعوام : 1992، 1996
- البطولة الآسيوية للأندية لكرة السلة: شارك في البطولة عام 2010 و حقق المركز الثامن آسيوياً.

## وصلات خارجية
- الموقع الإلكتروني